# Iovan Nenada
Iovan Nenada (sârbă Јован Ненад; ca. 1492 – 26 iulie 1527), supranumit „cel Negru”[a] a fost un comandant militar sârb aflat în slujba coroanei maghiare.
Profitând de slăbiciunea statului medieval maghiar, imediat după înfrângerea suferită la Mohács în 1526, contra turcilor, acesta își creează un stat propriu în sudul Câmpiei Pannonice, luându-și titlul de țar al statului nou stabilit.
Lui Iovan Nenad i-se atribuie rolul de fondator al Voievodinei.

## Origini
Nenada s-a născut în nordul Banatului, la Lipova din origini neclare în jurul anului 1492. De origine sârbă, era supranumit cel Negru datorită unui semn din naștere care pornea de la tîmpla dreaptă și mergea până la piciorul drept de-a lungul corpului.